# Martin Knosp
Martin Knosp (Renchen, Alemania, 7 de octubre de 1959) es un deportista alemán retirado especialista en lucha libre olímpica donde llegó a ser subcampeón olímpico en Los Ángeles 1984.

## Carrera deportiva
En los Juegos Olímpicos de 1984 celebrados en Los Ángeles ganó la medalla de plata en lucha libre olímpica de pesos de hasta 74 kg, tras el luchador estadounidense Dave Schultz (oro) y por delante del yugoslavo Šaban Sejdi (bronce).